# 田中種
田中種株式会社（たなかたね、英: tanakatane Co.Ltd.）は、大阪市北区に所在し、酒類・食品を飲食店に卸している老舗の会社である。

## 沿革
- 1902年 - 田中種松が「田中種松商店」を創業。
- 1956年 - 田中種株式会社として法人化。
- 2002年 - 創業100周年を迎える。

## 会社概要
主に居酒屋、レストラン、バーを中心に生ビール、焼酎、日本酒などの酒類やジュース、調味料等の食品を卸している。その他、飲食店にビールサーバーのレンタルも行っている。
尚、同社名である大阪市中央区に所在する呉服販売業 田中種株式会社と京都市に所在するガス機器販売業 田中種株式会社とは、資本及び縁戚関係はない。